# Rhinella amboroensis
Espèce
Synonymes
- Bufo amboroensis Harvey & Smith, 1993

Statut de conservation UICN

 DD  : Données insuffisantes
Rhinella amboroensis est une espèce d'amphibiens de la famille des Bufonidae.

## Répartition
Cette espèce est endémique de Bolivie. Elle se rencontre à la frontière entre les départements de Cochabamba et de Santa Cruz vers 2 150 m d'altitude dans la Serranía de Siberia.

## Description
Les mâles mesurent de 37,1 à 38,5 mm.

## Étymologie
Son nom d'espèce, composé de amboro et du suffixe latin -ensis, « qui vit dans, qui habite », lui a été donné en référence au lieu de sa découverte, le parc national Amboró.

## Publication originale
- Harvey & Smith, 1993 : A new species of aquatic Bufo (Anura: Bufonidae) from cloud forests in the Serranía de Siberia, Bolivia. Proceedings of the Biological Society of Washington, vol. 106, no 3, p. 442-449 (texte intégral).